# Krucjata norweska
Krucjata norweska – zbrojna wyprawa na czele z królem Sigurdem I, mająca na celu pomoc niedawno powstałym państwom krzyżowców w Palestynie w ich walce z muzułmanami. Trwała od 1107 do 1110. Norweski władca był pierwszym europejskim monarchą, który osobiście stanął na czele krucjaty do Ziemi Świętej. Jej organizacja i sposób transportu był bardzo podobny do licznych wypraw wikingów, którymi przecież Norwegowie byli – oficjalnie jednak cel był szczytniejszy niż wzbogacenie się.

## Podróż do Jerozolimy

### Z Norwegii do Anglii (1107-1108)
Sigurd I na czele floty liczącej około 60 okrętów wyruszył z Norwegii jesienią 1107. Liczba osób biorących udział w wyprawie wynosiła około 5 000. Pierwszym przystankiem w drodze do Palestyny była Anglia, w której władca norweski zdecydował się przezimować. Wiosną 1108 roku jego wojska opuściły Brytanię, żeglując dalej na zachód.

### Półwysep Iberyjski (1108-1109)
Gary B. Doxey (1996), „Norwegian Crusaders and the Balearic Islands”
Po kilku miesiącach podróży flota dotarła do północnych wybrzeży półwyspu Iberyjskiego, do Galicji (staronordyjski: Galizuland). Lokalni możnowładcy udzielili zgody na przezimowanie armii norweskiej, ale gdy wojskom Sigurda skończyły się zapasy odmówili sprzedaży zaopatrzenia. Król zezwolił swoim żołnierzom na zdobycie żywności i innych niezbędnych do prowadzenia kampanii wojennej dóbr na własną rękę. Zaczęli oni łupić posiadłości lokalnych możnowładców.
W czasie pobytu w Iberii Norwegowie napotkali dużą flotę piracką, poszukującą łatwego łupu. Sigurd rozkazał zaatakować piratów i odebrać im zrabowane wcześniej kosztowności i okręty. Piraci zginęli w walce lub salwowali się ucieczką. W ten sposób Norwegowie zdobyli 8 dodatkowych statków.
Następnym celem był, położony na muzułmańskim terytorium Al-Andalus, zamek Sintra (staronordyjski: Sintre – obecnie miasto Sintra w Portugalii). Twierdza została zdobyta, a jej załoga i mieszkańcy mieli do wyboru przyjęcie chrześcijaństwa lub śmierć. Następnie norweskie wojska udały się do Lizbony, która znajdowała się wówczas na pograniczu terenów chrześcijańskich i muzułmańskich. O samym mieście mówiono iż jest „pół chrześcijańskie, pół pogańskie. Również i tutaj Norwegowie odnieśli zwycięstwo, zdobywając duże łupy.
Czwartą bitwą na półwyspie Iberyjskim, również zwycięską, były starcia o miasto Alkasse (prawdopodobnie chodzi o Al Qaşr, współcześnie portugalskie Alcácer do Sal). Norwegowie wymordowali prawie wszystkich muzułmańskich mieszkańców miasta, tak że niemal się ono wyludniło. Również tutaj zdobyli duże łupy.

### Baleary (1109)
Przepływając Cieśninę Gibraltarską (Norfasund) Norwegowie pokonali kolejną flotę piracką. Będąc już na Morzu Śródziemnym (Griklands hafi) obrali kurs na Baleary. Wyspy te były wówczas postrzegane przez chrześcijan jako siedlisko piratów i centrum handlu niewolnikami. Norweski rajd na Baleary był pierwszym, większym odnotowanym atakiem chrześcijan na tamtejszych muzułmańskich piratów. Wcześniejsze próby są albo niepotwierdzone, albo były bardzo nieznaczne.
Najpierw wojska Sigurda wylądowały na wyspie Formentera, gdzie natknęły się na „dużą liczbę Blåmenn (czarnych) i Serkir (saracenów)” których zaatakowali. Przebieg walki jest najlepiej udokumentowanym i opisanym wydarzeniem krucjaty norweskiej. Starcie między muzułmanami a Norwegami było jednym z ważniejszych zdarzeń w historii wyspy. I tę bitwę wygrali Norwegowie, rabując przy okazji pirackie kosztowności. Następnym celem ataków była Ibiza i Minorka, które to ataki również zakończyły się sukcesem. Sigurd, mimo dotychczasowych triumfów, nie podjął prób opanowania Majorki, największej z wysp balearskich. Było to podyktowane obawą przed istniejącą na niej silnym i niezależnym taifatem. Prawdopodobnie to właśnie wieści o powodzeniu wyprawy Norwegów sprawiły, że Katalończycy i Pizańczycy w 1113 podjęli decyzję o zaatakowaniu całych Balearów, które odebrali muzułmanom w 1115.

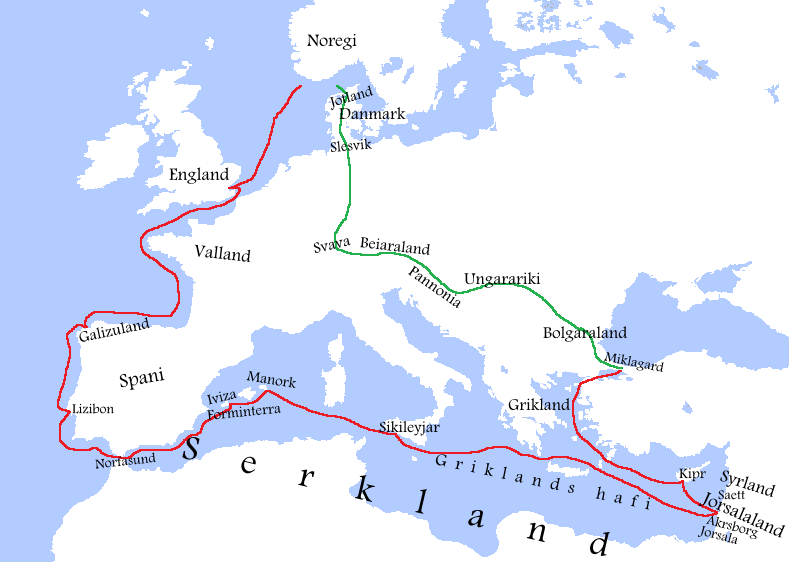
Trasa wyprawy (czerwona inia) i powrotu (zielona linia). (Legenda w staronordyjskim)

### Sycylia (1109-1110)
Wiosną 1109 Norwegowie dotarli na Sycylię (Sikileyjar), rządzoną wówczas przez niepełnoletniego hrabiego Rogera II (miał zaledwie 12 lub 13 lat), późniejszego króla. Pozostali przez pewien czas na wyspie, zbierając siły przed celem wyprawy – Palestyną.

### Palestyna (1110)
Latem 1110 roku dotarli w końcu do Ziemi Świętej, przybijając do portu w Akkce (Akrsborg) (choć istnieje również podejrzenie że wylądowali w Jaffie). Po czym udali się do Jerozolimy (Jorsala) na spotkanie z rządzącym Królestwem Jerozolimskim Baldwinem I. Norwegowie zostali ciepło przyjęci, co podyktowane było ciężką sytuacją otoczonego przez muzułmanów królestwa – każdy sojusznik był cenny. Podarowano im wiele wartościowych przedmiotów i relikwii, między innymi drzazgę, która jakoby pochodziła z drzewa krzyża na którym ukrzyżowany został Jezus. Sigurd wziął udział w wyprawie Baldwina nad rzekę Jordan. Po powrocie udał się do swoich wojsk obozujących w okolicach Akki. Norwegowie wspomogli Baldwina i jego weneckich sojuszników dowodzonych przez Ordelafo Faliero, w oblężeniu „pogańskiego” Sydonu (Sætt) w Syrii (Sýrland). Miasto zostało zdobyte, a Sigurd I po zwycięstwie podjął decyzję o powrocie.

## Droga powrotna

### Do Konstantynopola (1110)
Pierwszym przystankiem w drodze powrotnej był Cypr, na którym krzyżowcy zatrzymali się przed wyruszeniem do Grecji. Z Cypru wypłynęli do greckiego portu Engilsnes. Tam zatrzymali się w oczekiwaniu na sprzyjający wiatr, umożliwiający wpłynięcie do Bizancjum. Kiedy w końcu dotarli do Konstantynopola (Miklagard) uzyskali zgodę na wpłynięcie do portu i zostali przyjęci przez cesarza Aleksego I Komnena. Pojawienie się norweskiej floty wzbudziło ogromne zainteresowanie wśród mieszkańców miasta.
Sigurd przygotowując się do powrotu do Norwegii oddał wszystkie swoje okręty Bizancjum, otrzymując od cesarza Aleksego konie i zaopatrzenie na wyprawę powrotną. Wielu krzyżowców decydowało się pozostać w Konstantynopolu, zaciągając się tutaj na służbę wojskową. Ich najęcie nie było dla Bizantyjczyków niczym nowym, wojownicy z północy od dawna służyli cesarstwu, tworząc np. słynną gwardię wareską.

### Powrót (1110-1113)
Ostatecznie Sigurd wyruszył w podróż do Norwegii, która zajęła mu około trzech lat. Jego szlak przebiegał przez Bułgarię (Bolgaraland), Węgry (Ungararíki), Szwabię (Sváva) i Bawarię (Beiaraland) gdzie spotkał się z władcą Świętego Cesarstwa Lotarem III. Przez ziemie Świętego Cesarstwa dotarł do Danii, gdzie został przyjęty przez jej władcę, króla Nielsa Starego. Ten ofiarował mu statek, którym Sigurd w końcu wrócił do Norwegii, gdzie musiał uporać się z opozycją, która wykorzystywała jego nieobecność w kraju do poszerzania swoich wpływów.